# Bothynus herbivorus
Bothynus herbivorus är en skalbaggsart som beskrevs av Gilbert John Arrow 1937. Bothynus herbivorus ingår i släktet Bothynus och familjen Dynastidae. Inga underarter finns listade.